# Bengt Stolt
Karl Bengt Stolt, född 19 februari 1923 i Stockholm, död 3 februari 2023 i Uppsala, var en svensk matematiker och kyrkohistorisk författare. 

## Biografi
Bengt Stolt var son till lektorn Hugo Stolt och dennes hustru Anne-Sofie, född Holmström. Från 1956 var han gift med Birgit Stolt, född Paul (1928–2020), tyskfilolog, professor och Luther-forskare.
Stolt avlade studentexamen i Norrköping 1941 och studerade sedan vid Uppsala universitet. Han blev filosofie kandidat 1945, filosofie licentiat 1950 och erhöll filosofie doktorsgrad 1953. Han blev extraordinarie docent i matematik vid Uppsala universitet 1954,  och var sedan 1961–1988 universitetslektor i matematik vid Stockholms universitet.
Stolt var framförallt känd som kyrko- och konsthistorisk skribent och  författare. Hans publikationslista är mycket omfattande. Hans bibliografi, utgiven 2009, omfattar drygt 1300 nummer, se nedan. Tillsammans med Erland Lagerlöf författade han ett tiotal volymer om kyrkor på Gotland i serien Sveriges kyrkor: konsthistoriskt inventarium. Hans andra intresse gällde liturgi och liturgisk tradition, där hans huvudverk är
Kyrklig skrud enligt svensk tradition (1964). Med sitt intresse för den apostoliska successionens svenska historia utgav han 1972 den grundläggande boken Svenska biskopsvigningar. Från reformationen till våra dagar. med omfattande och minutiös dokumentation och många tabeller över samtliga svenska biskopsvigningar under nära 500 år.
För sina forskningsinsatser promoverades Bengt och Birgit Stolt båda 1996 som teologie hedersdoktorer vid Uppsala universitet.
Under 1950- och 1960-talen var Stolt ordförande i Sankt Ansgars stiftelse och stod då centralt i arbetet med upprättandet av stiftelsens studentbostäder och av Sankt Ansgars kyrka i Uppsala. I en bok från 2019 beskrev han sina minnen från denna tid.